# Alan Radcliffe-Smith
Alan Radcliffe-Smith  (1938 -2007) fue un botánico y curador inglés. Fue un reputado científico del Real Jardín Botánico de Kew.

## Algunas publicaciones

### Libros
- Euphorbiacearum. 455 pp. ISBN 1 84246 022 6

- La abreviatura «Radcl.-Sm.» se emplea para indicar a Alan Radcliffe-Smith como autoridad en la descripción y clasificación científica de los vegetales.[1]